# Bracon democraticus
Bracon democraticus är en stekelart som beskrevs av Cameron 1886. Bracon democraticus ingår i släktet Bracon och familjen bracksteklar. Inga underarter finns listade.